# Isla Fletcher
La isla Fletcher es un isla de 400 m de diámetro, que es la más grande del archipiélago de las islas Fletcher, en la Antártida. Está situada en las coordenadas 66°53′S 143°05′E / -66.883, 143.083. 
La isla Fletcher está en la parte este de la bahía Commonwealth, a 6 millas (10 km), al OSO del cabo Gray. La isla Fletcher fue descubierta por la Expedición Australiana Antártica (AAE) de 1911-1914, bajo la dirección de Douglas Mawson, quien la llamó así en honor a Frank D. Fletcher, el Primer Oficial de la expedición y el barco Aurora.

## Reclamación territorial
La isla es reclamada por Australia como parte del Territorio Antártico Australiano, pero esta reclamación está sujeta a las disposiciones del Tratado Antártico.